# Ос
Ос (хол. Oss) је град Холандије, у покрајини Северни Брабант. Према процени из 2008. у граду је живело 76.787 становника.

## Становништво
Према процени, у граду је 2008. живело 65.763 становника.
| 1980.  | 1990.  | 2000.  | 2008.  |
| ------ | ------ | ------ | ------ |
| 54.907 | 59.952 | 65.763 | 76.787 |